# Ii
Ii [iː] (schwedisch Ijo) ist eine Gemeinde im Norden Finnlands mit 9853 Einwohnern (Stand 31. Dezember 2022).

## Geografie

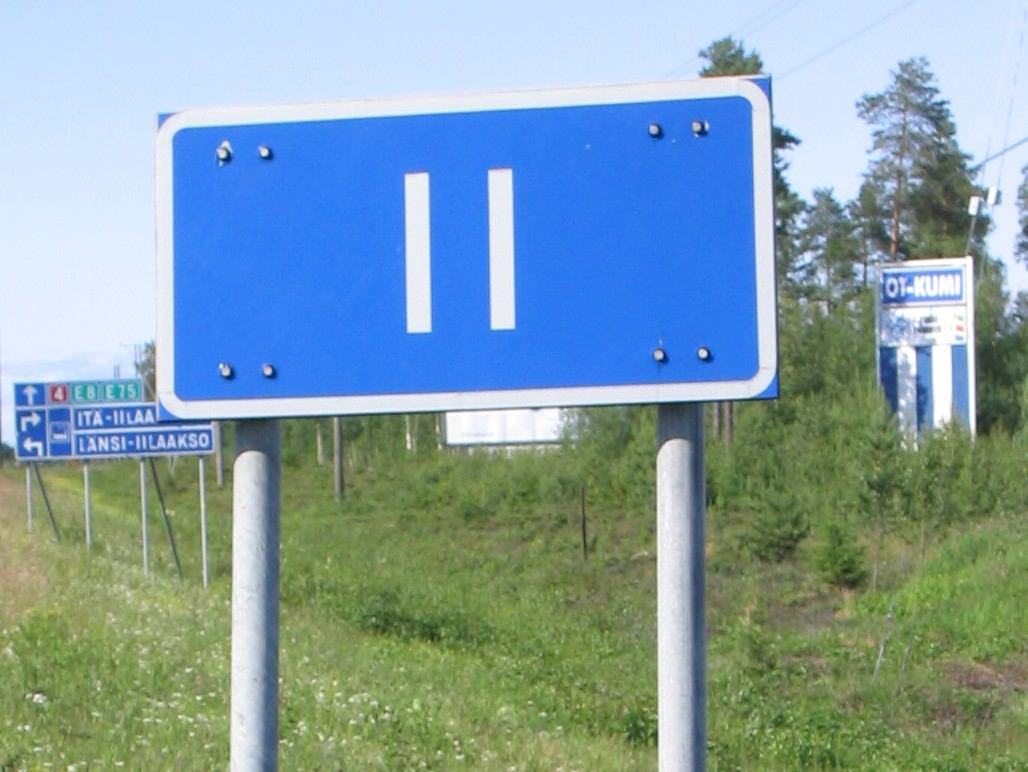
Ortsschild von Ii

Ii liegt im Norden der Landschaft Nordösterbotten an der Mündung des Iijoki-Flusses in den Bottnischen Meerbusen. Nachbargemeinden sind Haukipudas im Süden, Yli-Ii und Pudasjärvi im Osten, Ranua im Nordosten und Simo im Norden. Letztere beide gehören bereits zur Provinz Lappland. Oulu, die größte Stadt Nordfinnlands, liegt 37 km südlich.
Insgesamt hat das Gemeindegebiet von Ii eine Fläche von 2810,21 km². Unter Ausschluss der Meeresgebiete sind es 1600,76 km². Davon sind weitere 50,23 km² Binnengewässer. Die wichtigsten Flüsse sind der Iijoki, der größte Strom Nordösterbottens, und der Kuivajoki im Norden des Gemeindegebiets.
Zu Ii gehören auch zahlreiche Inseln, Schären und Sandbänke im Bottnischen Meerbusen, darunter die unter Naturschutz stehenden Krunni-Inseln. Auf Ulkokrunni, der westlichsten Insel des Archipels, befindet sich eine historische Lotsenstation aus dem 19. Jahrhundert, die heute als Meeresforschungsstützpunkt der Universität Oulu genutzt wird.
Das Stadtzentrum von Ii bildet der alte Hafendistrikt Iin Hamina, weiterhin gehören zur Gemeinde die Siedlungen Alaranta, Asemankylä, Etelä-Ii, Halttula, Iin Hamina, Illinsaari, Jakkukylä, Jokikylä, Koni, Kuninkaanniemi, Kuivaniemi, Laitakari, Luola-aava, Meriläisenperä, Myllykangas, Nyby, Oijärvi, Ojakylä, Olhava, Paasonperä, Pohjois-Ii, Räinänperä, Sorosenperä, Vuornos, Väli-Olhava, Yli-Olhava und Yliranta.

## Geschichte
Im Flusstal des Iijoki und an der Küste des Bottnischen Meerbusens lassen sich erste Spuren menschlicher Besiedlung für die Zeit um 3000 v. Chr. nachweisen. Die steinzeitliche Bevölkerung lebte von Fischerei und Robbenfang. Im 14. Jahrhundert entwickelte sich Ii zu einem wichtigen Handelsplatz, der Ort Iin Hamina an der Mündung des Iijoki wurde 1374 gegründet. Der Name Ii stammt wahrscheinlich von dem samischen Wort idja für „Nacht“ oder „Schlafplatz“ ab. In einem Erlass König Gustav I. Wasa aus dem Jahr 1531 wurden vier Orte in Nordösterbotten als Handelsplätze anerkannt. Diese Orte waren Tornio, Kemi, Oulu und Ii. An dem Handelsplatz trafen sich auf dem Flussweg angereiste Karelier von der Weißmeerküste mit schwedischen Händlern aus Städten wie Stockholm, Sigtuna und Norrköping. Sie tauschten vor allem Lachs, Teer und Pelze gegen Güter ein, die aus Schweden oder Mitteleuropa eingeführt wurden. Im Laufe des 16. Jahrhunderts wandelte sich der friedliche Handel mit den Kareliern in kriegerische Auseinandersetzungen. So unternahmen die Karelier im Jahr 1581 einen Raubzug nach Ii und verwüsteten den Ort. Erst mit dem 1595 zwischen Schweden und Russland geschlossenen Frieden von Teusina kehrte wieder Ruhe ein. Im Laufe des 17. Jahrhunderts verlor Ii seine Stellung als wichtigster Handelsplatz Nordfinnlands an Oulu.
Schon ab 1445 hatte das Kirchspiel Ii Verwaltungsaufgaben übernommen. Zu diesem sehr weitläufigen, auch „Groß-Ii“ (Suur-Ii) genannten Kirchspiel gehörten auch die Orte Haukipudas, Kiiminki, Yli-Ii, Ylikiiminki, Kuivaniemi, Pudasjärvi, Simo, Taivalkoski und Ranua. Simo wurde im Jahr 1608 samt den Dörfern Simonniemi und Maksniemi dem Kirchspiel Kemi zugeschlagen. 1639 löste sich Pudasjärvi zu einer eigenständigen Kirchengemeinde, blieb aber verwaltungstechnisch ein Teil des Kirchspiels Ii. Auch die anderen Orte erhielten im Laufe der Zeit eigene Kirchen oder Kapellen, so etwa Haukipudas im Jahr 1630, Alakiiminki 1691, Ylikiiminki 1732 sowie Kuivaniemi und Haukipudas 1762. Zu eigenständigen Gemeinden wurden sie aber erst, als 1865 mit der Neuordnung der Gemeindeverfassungen im russischen Großfürstentum Finnland. 1924 wurde noch Yli-Ii aus Ii herausgelöst.

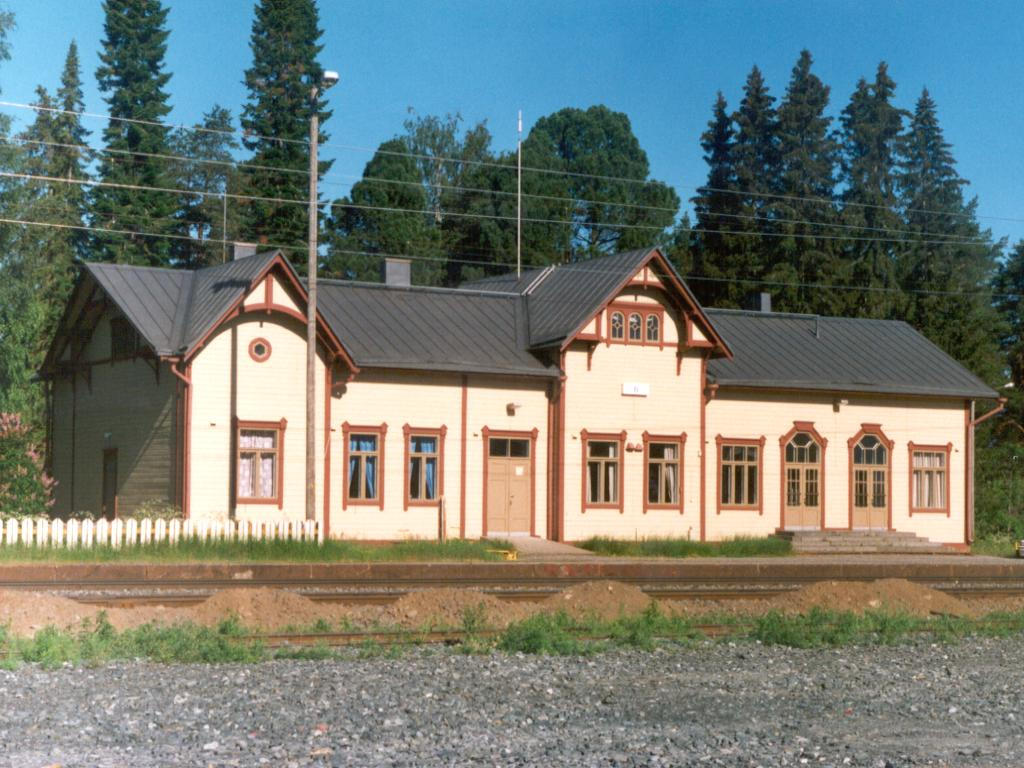
Der Bahnhof von Ii, erbaut 1904 von Bruno Granholm

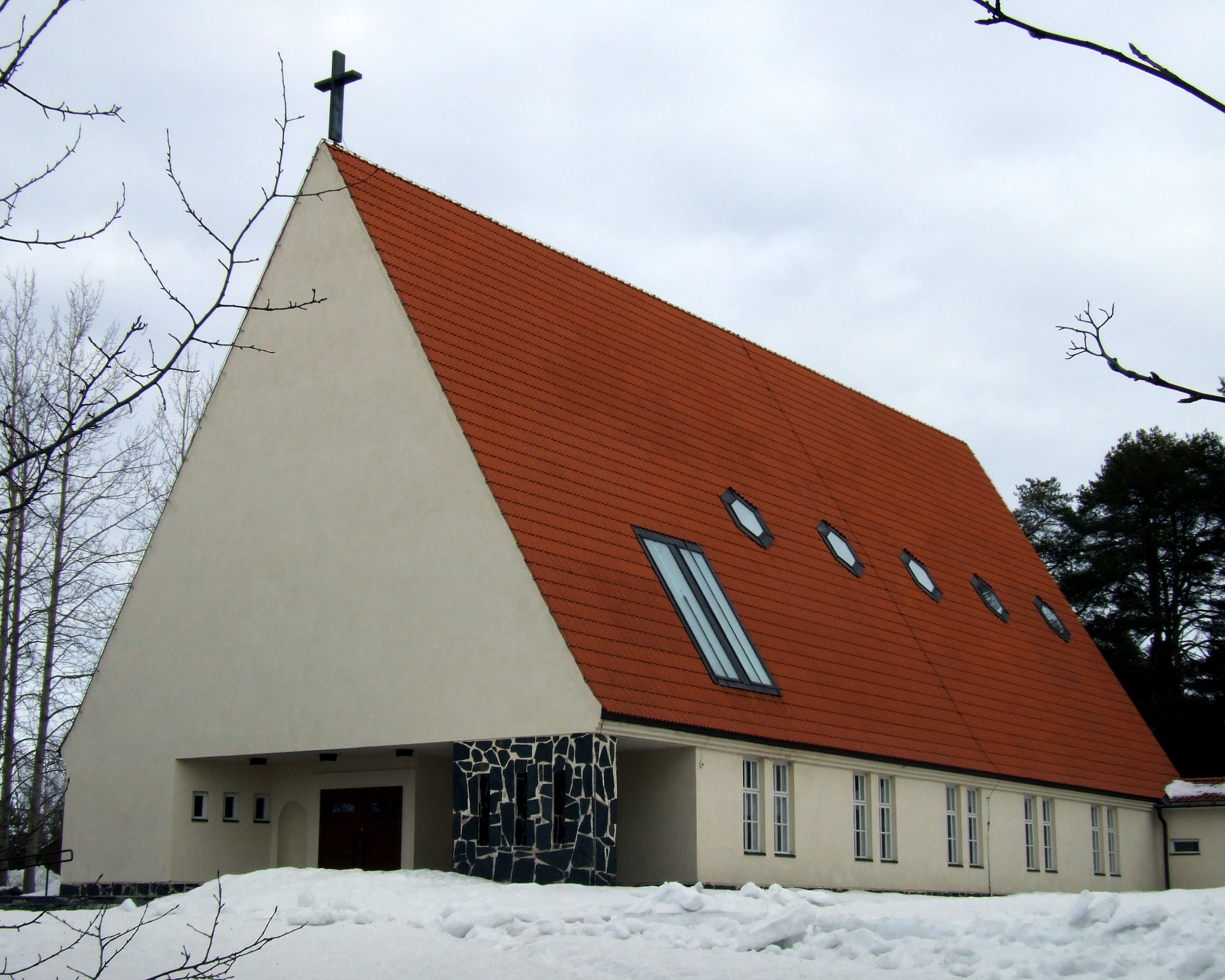
Die neue Pfarrkirche von Ii (1950)

Mit der Eröffnung der Glashütte Nyby im Dorf Olhava, nach den Hütten in Uusikaupunki (1681) und Somero (um 1750) das dritte Glaswerk Finnlands, hielt 1783 die Industrialisierung in Ii Einzug. 1860 wurde im Ortsteil Kestilä das erste dampfgetriebene Sägewerk Finnlands eröffnet. Aus dem Landesinneren wurden Baumstämme auf dem Iijoki Baumstämme bis hierher geflößt und weiterverarbeitet. Auf der vier Kilometer vom Festland entfernten Insel Iin Röyttä wurden zudem ab 1882 Werk, Lager und Verladehafen des Sägewerkskonzerns Siuruan Höyrysaha errichtet. Bis 1969 wurden von hier Schnitt- und Brennholz vor allem nach Deutschland und England verschifft. Heute werden die Hafenanlagen vom Ouluer Segelklub genutzt. 1903 erhielt Ii mit der Fertigstellung des Schienenabschnitts von Oulu nach Tornio Anschluss an das finnische Eisenbahnnetz.
1865 erhielt Ii einen neuen repräsentativen Kirchenbau, der jedoch am 23. August 1942 nach einem Blitzschlag niederbrannte. Wegen der Kriegswirren verzögerten sich die Pläne zu einem Neubau. Erst 1950 wurde die heutige Pfarrkirche, ein schlichter funktionalistischer Saalbau nach Plänen von Gustaf Strandberg und A. Hytönen.
Anders als in den meisten anderen Gemeinden im strukturschwachen Norden Finnlands ist die Einwohnerentwicklung von Ii dank seiner Lage im Speckgürtel des Wachstumszentrums Oulu seit 1982 ansteigend. Seit den 1980er Jahren haben sich zahlreiche Unternehmen in den von der Gemeinde ausgewiesenen Industrieparks angesiedelt, zunächst vor allem Betriebe der holzverarbeitenden Industrie. Seit den 1990er Jahren hat sich Ii mit dem Industriekomplex Micropolis im Süden der Gemeinde zudem zu einem Hochtechnologiestandort entwickelt.
Anfang 2007 vergrößerte sich das Stadtgebiet von Ii durch die Eingemeindung von Kuivaniemi um mehr als das Doppelte.

## Politik

### Gemeinderat
Im Gemeinderat von Ii, der höchsten Entscheidungsinstanz in lokalen Angelegenheiten, dominiert, wie allgemein in Nordfinnland, die Zentrumspartei mit 17 von 35 Abgeordneten das politische Geschehen. Zweitstärkste Kraft ist das Linksbündnis mit 10 Abgeordneten, dahinter folgen fast gleich stark die Sozialdemokraten, die Wahren Finnen und die Nationale Sammlungspartei mit jeweils drei Abgeordneten. Der Grüne Bund wurde 2012 erstmals in den Gemeinderat gewählt und hält dort zwei Mandate.
Vor der Eingemeindung von Kuivaniemi hatte die Zentrumspartei bei den Kommunalwahlen von 2004 dort über 80 % der Stimmen erhalten, die Sozialdemokraten und die Sammlungspartei traten gar nicht erst an.
| Partei                    | Wahlergebnis | Sitze |
| ------------------------- | ------------ | ----- |
| Zentrumspartei            | 44,2 %       | 17    |
| Linksbündnis              | 20,3 %       | 7     |
| Sozialdemokraten          | 9,6 %        | 3     |
| Wahre Finnen              | 9,5 %        | 3     |
| Nationale Sammlungspartei | 9,4 %        | 3     |
| Grüner Bund               | 6,9 %        | 2     |

### Wappen

Altes Wappen von Ii

Seit der Gemeindefusion von 2007 trägt Ii das Wappen der ehemaligen Gemeinde Kuivaniemi. Es wurde 1967 von Kaj Kajander entworfen und zeigt in silbernem Schild eine blaue Robbe und eine gewellte blaue linke  Flanke. Zuvor hatte Ii ein anderes Wappen, das in einem zweigeteilten Schild oben eine blaue Waage auf goldenem Grund und unten ein goldenes Gitter auf blauem Grund zeigte. Seit 2007 verwendet die Gemeinde auch ein modernes Logo in Form des Gemeindenamens „Ii“ in Form einer stilisierten Mondsichel.

## Persönlichkeiten
- Juhamatti Aaltonen (* 1985), Eishockeyspieler